# Ida Red
Ida Red è una canzone americana tradizionale di origini sconosciute, che ha ottenuto grande popolarità negli anni '30 grazie alla versione Western swing di Bob Wills & The Texas Playboys, diventando una hit di successo.

## Origini
La prima versione registrata della canzone è attribuita a Fiddlin' Powers & Family (Victor 19434, 1924). Tra le prime versioni, un'altra conosciuta è quella del Dykes Magic City Trio (Brunswick 125, 1927). 

## La versione di Bob Wills
Nel creare la sua versione, Bob Wills cambiò il tempo della canzone in 2/4, e la arrangiò secondo lo stile del "Western Swing", da lui cofondato. Il brano uscì in singolo nel 1938, e divenne un successo. La canzone fu inoltre eseguita da Wills e dalla sua band in due film: Go West, Young Lady (1941) e Blazing the Western Trail (1945).

### Ida Red Likes the Boogie
Nel 1949, Bob Wills and His Texas Playboys registrarono una variante boogie woogie del brano, intitolata Ida Red Likes The Boogie (MGM K10570). Nel 1950 restò per 22 settimane in classifica alla posizione numero 10. Ida Red Likes The Boogie fu reinterpretata da numerosi artisti, nel tempo.

### Maybellene
Nel 1955, uscì il singolo Maybellene di Chuck Berry, il quale era una rivisitazione in chiave rock and roll del brano di Bob Wills.

## Altre versioni
Esistono altre versioni del brano, come quella country di Roy Acuff, o quella bluegrass di Bill Monroe.